# Experimental Hematology
Experimental Hematology es una revista médica de hematología revisada por pares, que publica artículos de investigación y revisiones originales, así como los resúmenes de las actas anuales de la Sociedad de Hematología y Células Madre (anteriormente conocida como Sociedad Internacional de Hematología Experimental). Elsevier publica mensualmente la revista y las actas anuales se publican en un número complementario. La revista es editada por Connie J. Eaves.

## Resúmenes e indexación
La revistas está indexada en :
- BIOSIS
- Chemical Abstracts
- Current Contents
- EMBASE
- MEDLINE
- Scopus

## Métricas de revista
2022
- Web of Science Group : 3.084
- Índice h de Google Scholar: 121
- Scopus: 2.851